# Elena Leeve
Elena Maire Karin Leeve (ur. 1 lutego 1983 w Helsinkach) – fińska aktorka filmowa, telewizyjna i teatralna. W 1999 roku za rolę w filmie Tulennielijä w reżyserii Pirjo Honkasalo zdobyła Nagrodę Jussi za najlepszą żeńską rolę pierwszoplanową. Drugą Nagrodę Jussi w tej samej kategorii wygrała w 2009 roku za film Putoavia enkeleitä.

## Wybrana filmografia
- Tulennielijä (1998)
- Cyclomania (2001)
- Piękna i drań (Tyttö sinä olet tähti, 2005)
- Ganes (2007)
- Putoavia enkeleitä (2008)
- Risto (2011)
- Mieletön elokuu (2013)